# Sculpturi în lemn (film)
Sculpturi în lemn este un film românesc din 1970 regizat de Pavel Constantinescu.